# 征服者 (2007年电影)
是一部2007年4月13日在美国上映的动作片。

## 剧情
欧洲黑暗时代，一群名叫“伟大的维京战士”开疆拓土来到了北美洲的东海岸，他们对美洲土著人图勒人和斯卡人展开全民屠杀政策，维京人的首领带着自己的儿子高斯特东征西讨，当时他还是孩童，他没有听从父亲残暴的命令去屠杀土著人，被父亲抛弃在美洲，一个万帕诺亚格人把他从尸骨堆里救回了部落。
十五年后，高斯特长大成人了，在部落与部落的交易会上，他看到了美女星火，并且一见钟情。不久之后，他被部落派出去打猎，当他回到部落时，万帕诺亚格人部落的族人都被开拓者维京人杀光了。维京人发现了他，并且开始追杀他。
最后维京人杀害了星火所在部落的族人，而高斯特和星火依靠智慧而生存了下来，并且杀害了全部侵略美洲的维京人。

## 演员
| 演员            | 角色       | 备注                         |
| --------------- | ---------- | ---------------------------- |
| 卡尔·厄本       | 高斯特     | 维京人的后代。               |
| 穆恩·布拉得古德 | 星火       | 美洲土著人，后来嫁给高斯特。 |
| 科兰希·布朗     | 维京人首领 | 维京人开拓者的首领。         |
| 罗素·米恩斯     | 美洲土著人 | 美洲土著人的部落首领。       |

## 制作
电影由二十世纪福克斯制作，并且在温哥华、不列颠哥伦比亚、加拿大三地拍摄而成。